# Paul Friedrich Meyerheim
Paul Friedrich Meyerheim (Berlino, 13 luglio 1842 – Berlino, 14 settembre 1915) è stato un pittore, illustratore e grafico tedesco. È noto sia come ritrattista e paesaggista che come celebre pittore di animali.

## Biografia
Nacque in una famiglia di artisti a Berlino, il 13 luglio del 1842, sotto il Regno di Prussia, dal pittore Friedrich Eduard Meyerheim (1808–1879). Così come quest'ultimo anche gli zii, Wilhelm Alexander (1815–1882), ed Hermann (1860), lavorano nel medesimo ambito. Lui e suo fratello maggiore, Franz Eduard Meyerheim, presero le prime lezioni d'arte dal padre. Da ragazzo rimase affascinato dal nuovo giardino zoologico di Berlino e vi si recava così spesso che poté fare amicizia con Martin Lichtenstein, il fondatore dello zoo, che gli permise di accedere ad aree normalmente chiuse al pubblico. Questa esperienza lo portò a specializzarsi nella pittura di animali.
Dal 1857 al 1860 frequentò l'Accademia delle arti di Berlino. Successivamente svolse diversi viaggi di studio tra la Svizzera, il Belgio e i Paesi Bassi, e trascorse un anno a Parigi. Nel 1883 istituì un corso di pittura di animali presso l'Accademia. Fu nominato professore nel 1887 e divenne membro del Senato accademico.
Meyerheim era amico della famiglia Borsig, proprietaria della Borsig-Werke, un'azienda che produceva locomotive ferroviarie. Produsse varie illustrazioni e disegni appositamente per loro. Una delle principali attrazioni della Grande Esposizione d'Arte di Berlino nel 1912 fu una serie di sette enormi rappresentazioni dipinte, su rame, che aveva realizzato per i Borsig nel 1873-76. I pannelli si chiamavano Lebensgeschichte einer Lokomotive ("Storia della vita di una locomotiva") ed erano originariamente destinati alla loggia del giardino della magione di famiglia ad Alt-Moabit. Alcuni pannelli sono ora in possesso del Märkisches Museum di Berlino-Mitte e del Deutschen Technikmuseum.
Paul Friedrich Meyerheim morì a Berlino il 14 settembre del 1915, e venne sepolto presso il cimitero di Friedrichsfelde.